# Lampornithini
Lampornithini – plemię ptaków z podrodziny kolibrów (Trochilinae) w rodzinie kolibrowatych (Trochilidae).

## Występowanie
Plemię obejmuje gatunki występujące w Ameryce.

## Systematyka
Do plemienia należą następujące rodzaje:
- Sternoclyta Gould, 1858 – jedynym przedstawicielem jest Sternoclyta cyanopectus (Gould, 1846) – fiołkowik
- Hylonympha Gould, 1873 – jedynym przedstawicielem jest Hylonympha macrocerca Gould, 1873 – nożycosterek
- Eugenes Gould, 1856
- Lamprolaima Reichenbach, 1854 – jedynym przedstawicielem jest Lamprolaima rhami (Lesson, 1839) – tęczownik
- Panterpe Cabanis & F. Heine Sr., 1860 – jedynym przedstawicielem jest Panterpe insignis Cabanis & F. Heine Sr., 1860 – złotniczek
- Heliomaster Bonaparte, 1850
- Lampornis Swainson, 1827